# Liceo artistico Ripetta
Il liceo artistico Ripetta di Roma è situato in via di Ripetta, nel rione Campo Marzio.

## Storia
La scuola affonda le radici nel quindicesimo secolo, quando Sisto IV concesse agli artisti della città l'Oratorio di san Luca; nel 1577, sotto Gregorio XIII, vide la luce quella che all'epoca fu chiamata Accademia di San Luca e che oggi si chiama Accademia romana di belle arti.
Nei successivi due secoli si moltiplicarono le sedi finché nel 1845 nacque l'Istituto delle belle arti sotto il pontificato di Gregorio XVI; l'intento era quello di riunire gli studenti d'arte in un'unica sede.
L'edificio destinato a ospitare l'istituto fu il palazzo camerale di via di Ripetta, progettato e costruito a tale scopo dall'architetto Pietro Camporese il Giovane. Il palazzo viene comunemente chiamato "ferro di cavallo" a causa della facciata a forma di emiciclo. Dopo la presa di Roma sia il palazzo che l'istituto passarono allo Stato italiano; nel 1923 divenne liceo artistico, ancorché non didatticamente autonomo in quanto collegato all'Accademia di belle arti di Roma; l'autonomia giunse nel 1974.